# Culturgal

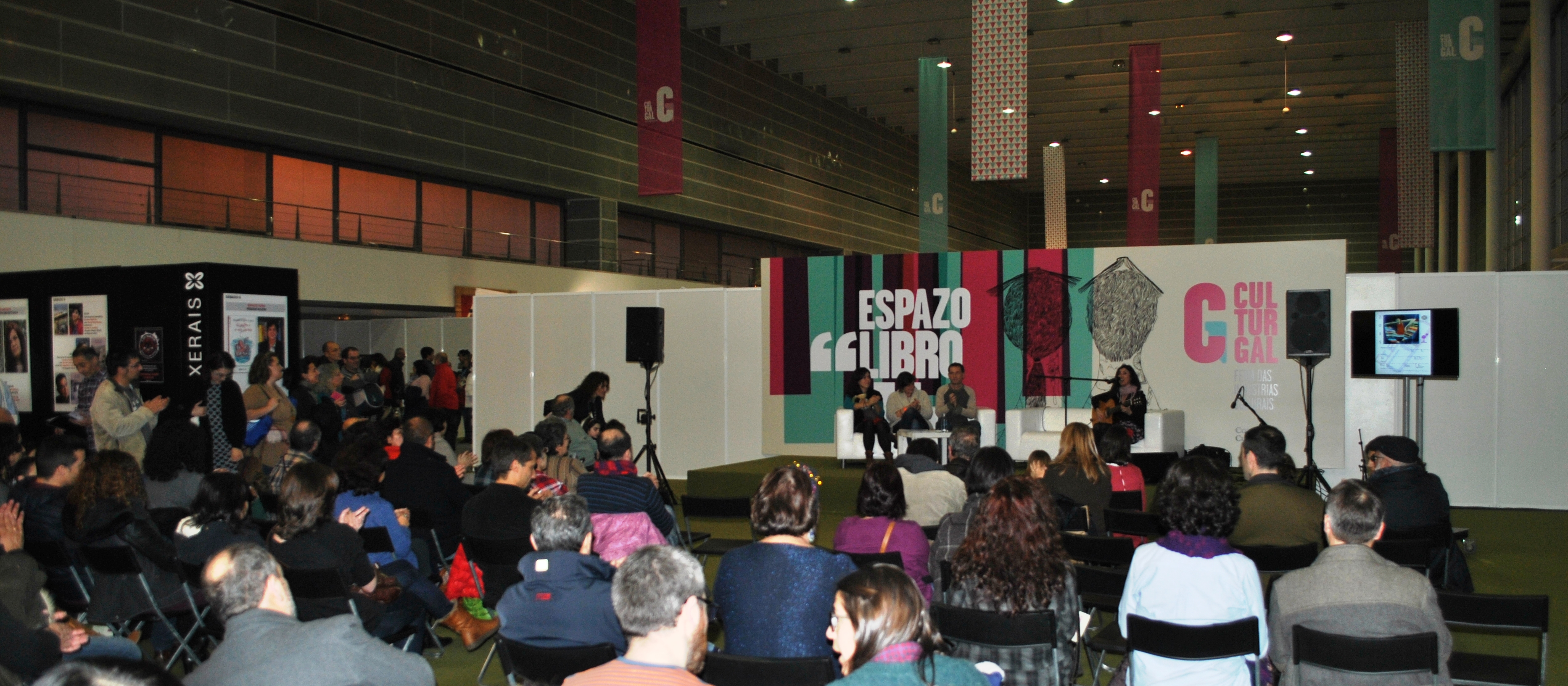
Espace Livres à la Culturgal 2014.

Culturgal est la Foire des Industries Culturelles de Galice, qui se tient tous les ans dans la ville de Pontevedra (Espagne) fin novembre ou début décembre. Cette foire est née dans le but de promouvoir, de soutenir et de renforcer l'action culturelle qui se déroule en Galice  et, également, de faire connaître la valeur sociale et économique de cette action culturelle.

## Histoire
Culturgal a commencé à se tenir en 2007 dans la ville de Pontevedra et a toujours eu lieu dans toutes les éditions jusqu'à présent dans cette ville, sauf en 2008 qui a été tenue à La Corogne. En 2009, la foire n'a pas eu lieu faute de budget.
L'Association galicienne des éditeurs a lancé Culturgal, le salon du livre et de l'industrie culturelle, du 10 au 13 mai 2007 au Parc des expositions de Pontevedra, dans le but de partager avec les participants l'offre culturelle produite en Galice du point de vue de tous secteurs impliqués dans l'industrie culturelle: auteurs, traducteurs, designers, techniciens culturels, bibliothécaires, illustrateurs et dessinateurs, producteurs, scénaristes, photographes...
Pendant les quatre jours de la foire, 40 films ont été projetés, 15 événements où les auteurs ont signé leurs livres ont eu lieu, de même que 15 concerts, cinq expositions, un cinq ateliers et autant de tables rondes, en plus de la présentation de huit albums.
En 2008 Culturgal s'est tenue du 4 au 7 décembre au Palacio des Congrès ( Palexco ) à La Corogne à cause de problèmes économiques et problèmes d'espace. Cette deuxième édition visait à accroître la présence de publics professionnels et leur participation dans tous les domaines culturels. En même temps, le salon a permis d'analyser le secteur et l'état  des sociétés de production lors de rencontres entre experts et professionnels. Culturgal a accueilli la II Conférence des industries de la musique de Galice et la Conférence professionnelle sur le livre d'édition. Lors de cette édition l'Association professionnelle des gestionnaires culturels de Galice a été officiellement présentée.
Après une année dans laquelle la foire n'a pas eu lieu en raison de problèmes budgétaires, elle se tient à partir de 2010 à Pontevedra. 12 éditions de Culturgal ont eu lieu jusqu'à présent.

## Organisateurs
Le Salon des Industries Culturelles est organisé par l'association à but non lucratif du même nom, présidée par Manuel Bragado et constituée en 2010. Culturgal est composée des suivantes associations professionnelles:  Association galicienne des éditeurs (AGE), Association galicienne des entreprises d'arts scéniques (Escena Galega), Association galicienne des entreprises musicales (AGEM), Entreprises galiciennes liées à Internet et aux nouvelles technologies (Eganet) et Association galicienne des producteurs indépendants (Agapi). La foire est parrainée par la Junte de Galice, par le biais de l' AGADIC (Agence galicienne des industries culturelles), du Secrétariat général de la politique linguistique et de la Mairie de Pontevedra.
En 2010, NóComun est devenue partie intégrante du projet jusqu'en 2013. Ce groupe de professionnels de la communication et de la culture a organisé deux des éditions: l'édition 2011 et l'édition 2012.

## Dates clé

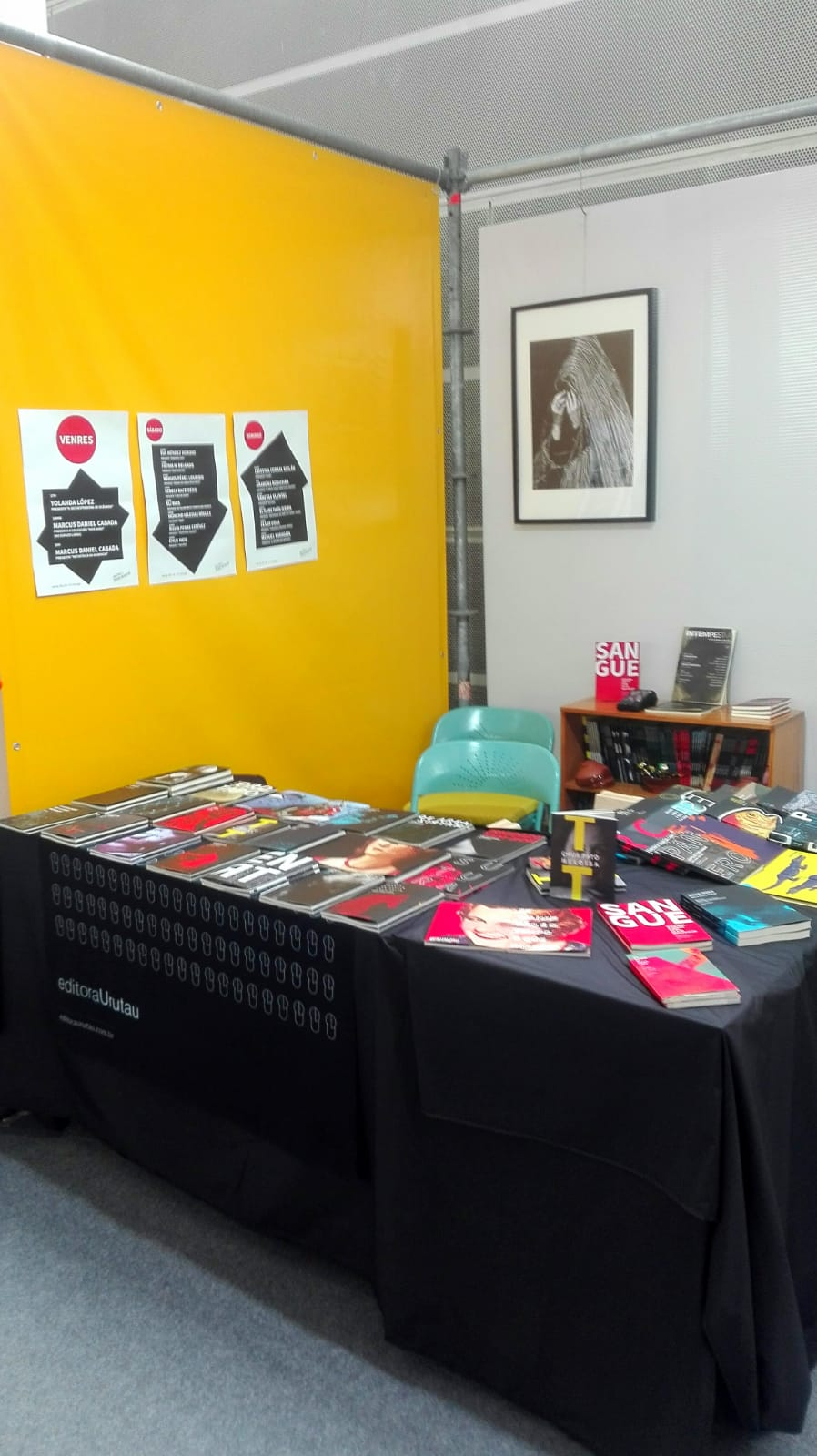
Maison d'édition Uruatu au Culturgal en 2019

- 2007: Première foire Culturgal à Pontevedra.
- 2008: La foire a lieu à La Corogne.
- 2009: Faute de budget la foire n'a pas lieu.
- 2010: Culturgal retourne à Pontevedra. L'échange d'expériences dans différentes disciplines avec les pays lusophones a été encouragé,
- 2011: En plus de 24 représentations musicales en direct, plus de 20 pièces de théâtre ou plus de 30 activités liées au monde du livre il y a eu les Nuits du Culturgal, un programme nocturne dans des espaces singuliers de Pontevedra comme le Théâtre Principal.
- 2012: La principale nouveauté a été la programmation familiale dédiée spécialement aux plus petits. Lors de cette édition l'écrivain Manuel Rivas a lu un fragment de son  roman, As voces baixas . Il y a eu aussi une présentation de l'œuvre complète et de l'Association de Roberto Vidal Bolaño à l'occasion de la dédicace de la Journée des lettres galiciennes à la figure de ce dramaturge en 2013[4].
- 2013: Culturgal a proposé un total de 151 activités dans le cadre du programme général, plus deux expositions permanentes dans les Palais des Congrès. En outre, le salon a couvert la programmation professionnelle, avec un programme destiné, d'une part, aux enseignants et, d'autre part, aux différents agents opérant dans le secteur culturel. De nouvelles fonctionnalités ont été ajoutées telles que le stand modifiable, qui consistait en un espace partagé et polyvalent.
- 2014: Culturgal a eu lieu avec des nouveautés telles que l'incorporation de la gastronomie, la mise en place d'un ticket payant grand public, un Espace Bébé destiné aux 0 à 3 ans et des activités liées à l'art contemporain. De plus, l'occasion a été offerte de découvrir la Foire à travers des visites guidées en langue des signes[5].
- 2015: Cette fois-ci, il y a eu plus de 75 exposants, répartis dans 101 stands et plus de 125 propositions culturelles. Dans cette édition, le spectacle "Dar de contar a quen pasa" a eu lieu[6].
- 2016: En 2016, plus de 15 000 personnes ont visité la foire. L'économie sociale de la Galice et le patrimonie des communes galiciennes y a été abordée[7],[8].
- 2017: Cette édition a mis en valeur la culture portugaise. Des voies de collaboration externes ont été ouvertes pour internationaliser le projet[9],[10].
- 2018: Dans cette édition, le salon a renforcé les programmes destinés aux enfants et aux familles. La vingtième édition du Salón du Livre pour enfants et pour la jeunesse de Pontevedra a été présentée. Kalandraka TV et des compagnies de théâtre ont également participé et il y a eu des ateliers de conteurs, d'architecture, de bande dessinée et de peinture, entre autres[11].
- 2019: Comme dans les autres éditions des auteurs, des écrivains, des artistes, des journalistes, des musiciens, des acteurs de théâtre, de cinéma et de télévision, sont allés s'informer sur l'actualité et sur ce qui allait se passer dans la culture galicienne. Avec 85 stands dans le parc des expositions et 18 dans l'Espace Art Contemporain, le parcours à travers la Foire a offert une vue panoramique de l'activité culturelle avec des galeries, des éditeurs, des librairies, des agences culturelles, des artisans et des entreprises, entre autres protagonistes[12].
- 2020: Cette treizième édition à Pontevedra a été célébrée sous le titre "En cas d'urgence, culture". Elle a proposé plus de 70 activités culturelles (musique, théâtre, littérature, art, science et plusieurs spectacles), des performances, des récitals poétiques, des spectacles de jazz ou de folklore avec des artistes tels que Luar na Lubre et Susana Seivane et du cinéma avec l'exposition de quatre films de fiction et deux documentaires. En raison de la capacité limitée à cause de la pandémie de Covid-19 en Espagne, les propositions ont été diffusées sur le site Internet cultur.gal et sur trois chaînes YouTube : Livre, Forum et Scène[13],[14].
- 2021: Cette quatorzième édition aura lieu le 26, 27 et 28 novembre sous la devise La culture qui prévaut (A cultura que toca)[15].
- 2022: Cette quinzième édition sous le titre 15 ans avec les fils de la culture (15 anos cos fíos da cultura) a eu lieu les 24, 25, 26 et 27 novembre et a été consacrée au secteur professionnel de la promotion de la scène et de la musique en Galice[16],[17].
- 2023: La seizième édition s'est déroulée du 1er au 3 décembre sur le thème des expériences virtuelles et des jeux vidéo, les nouveaux formats et habitudes de consommation[18],[19].

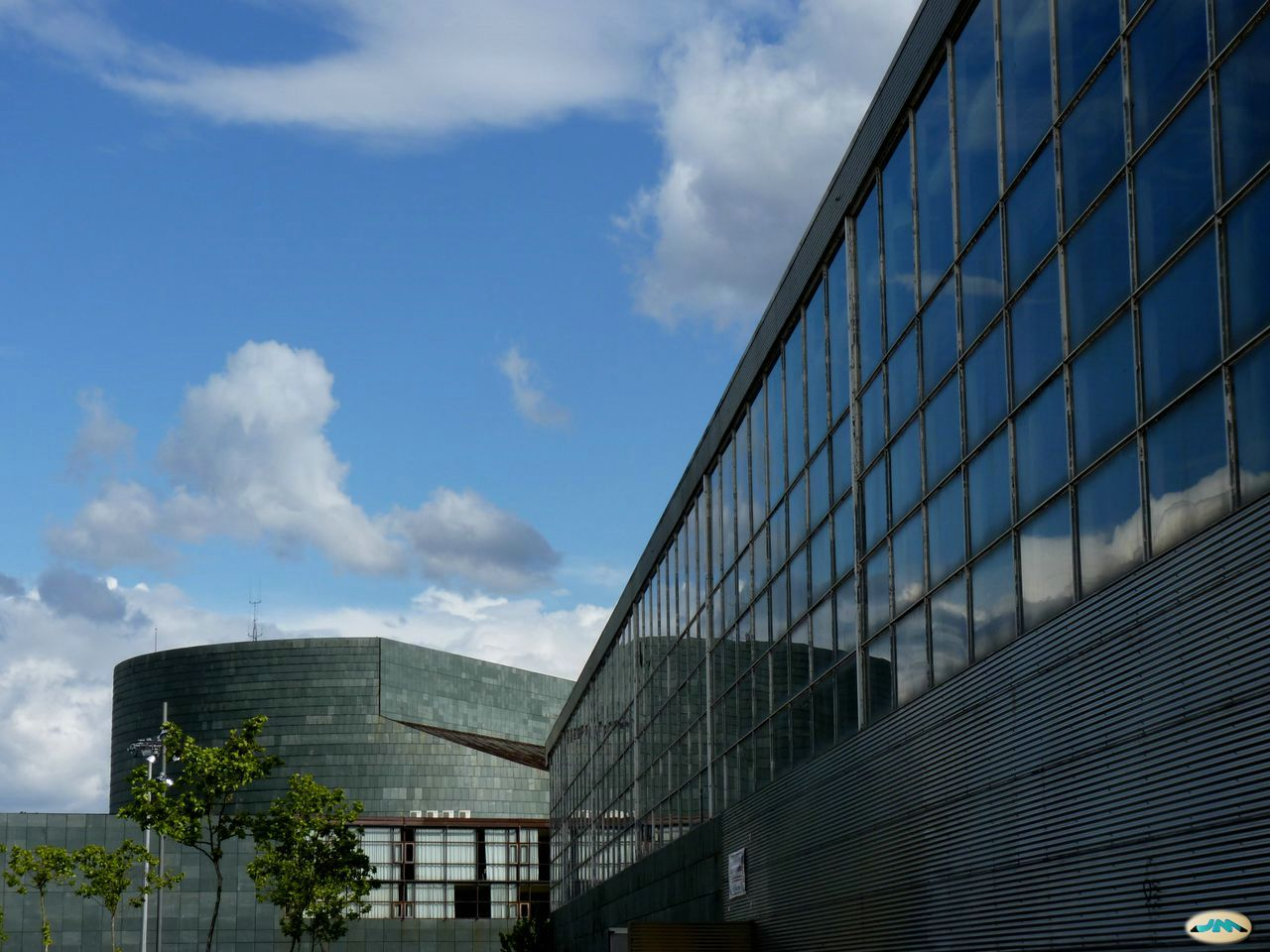
Palais des Congrès de Pontevedra.
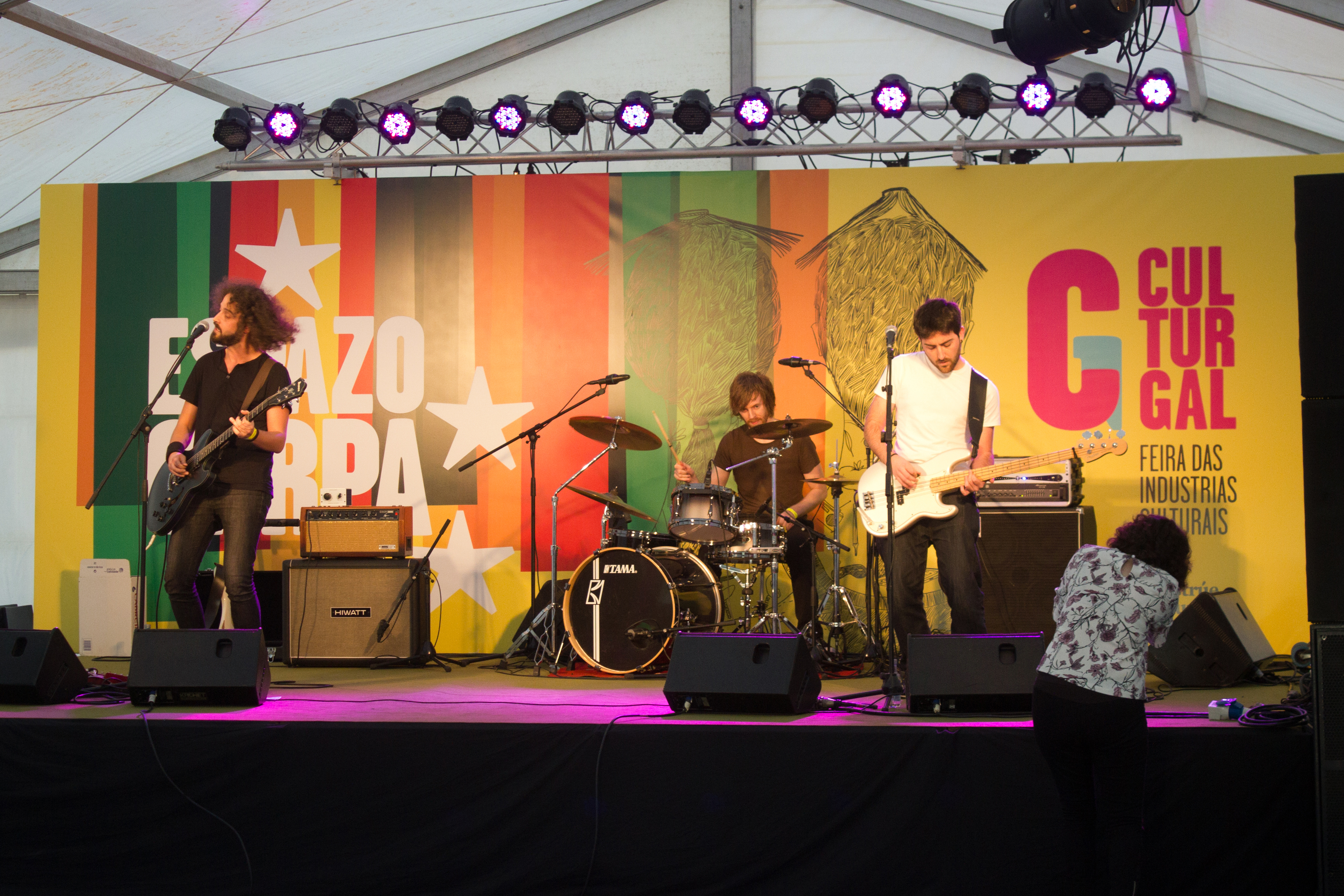
Le groupe galicien Arrythmia au Culturgal 2014.

## Voir également

### Autres articles
- Pontevedra
- Parc des expositions de Pontevedra
- Kalandraka
- Distribucións Arnoia